# Tullnerfeld Straße
Die Tullnerfeld Straße (B 213) ist eine ehemalige Bundesstraße im Bezirk Tulln in Niederösterreich. Sie führt auf einer Länge von etwa 10 km von Tulln an der Donau nach Ried am Riederberg und verbindet die Wiener Straße (B 1) mit der Klosterneuburger Straße (B 14) und der Tullner Straße (B 19).

## Geschichte
Am 31. Mai 1826 vergab das k.k. Kreisamt die Bauaufträge für mehrere neue Verbindungsstraßen bei Tulln, darunter die Strecke zwischen Tulln und Ried, in einer Lizitation an diejenigen Teichgräber, Maurer und Zimmerer mit den niedrigsten Preisforderungen.
Mit dem Inkrafttreten des niederösterreichischen Straßengesetzes vom 12. Juli 1956 wurden die ehemaligen Bezirksstraßen in Landesstraßen umgewandelt und die heutige Tullnerfeld Straße als L 119 bezeichnet. Die Tullnerfeld Straße gehört seit dem 1. Jänner 1972 zum Netz der Bundesstraßen in Österreich.